# Tibor Gécsek
Tibor Gécsek (ur. 22 września 1964 w Szentgotthárd) – węgierski lekkoatleta, który specjalizował się w rzucie młotem.
Trzy razy startował w igrzyskach olimpijskich (Seul 1988, Barcelona 1992 oraz Sydney 2000. Dwukrotny brązowy medalista mistrzostw świata (w 1993 oraz 1995 roku). Mistrz Europy z Budapesztu (1998) i srebrny medalista czempionatu Starego Kontynentu ze Splitu (1990). Odniósł dwa zwycięstwa w zawodach pucharu świata. Jedenaście razy zdobywał złote medale mistrzostw Węgier, siedmiokrotnie poprawiał rekord kraju w rzucie młotem. W 1995 roku w jego organizmie wykryto sterydy i zdyskwalifikowano go na 4 lata. Po roku IAAF skrócił wyrok do dwóch lat. 10 października 2002 roku został wybrany na wiceprezesa Węgierskiego Związku Lekkiej Atletyki. Rekord życiowy: 83,68 (19 września 1998, Zalaegerszeg).

## Osiągnięcia
| Rok  | Impreza                  | Miejsce             | Pozycja    | Wynik |
| ---- | ------------------------ | ------------------- | ---------- | ----- |
| 1987 | Mistrzostwa świata       | Rzym                | 7. miejsce | 77,56 |
| 1988 | Igrzyska olimpijskie     | Seul                | 6. miejsce | 78,36 |
| 1990 | Mistrzostwa Europy       | Split               | 2. miejsce | 80,14 |
| 1991 | Mistrzostwa świata       | Tokio               | 4. miejsce | 78,98 |
| 1991 | Finał A pucharu Europy   | Frankfurt nad Menem | 2. miejsce | 76.90 |
| 1992 | Igrzyska olimpijskie     | Barcelona           | 4. miejsce | 77,78 |
| 1992 | Puchar świata            | Hawana              | 1. miejsce | 80,44 |
| 1993 | Mistrzostwa świata       | Stuttgart           | 3. miejsce | 80,98 |
| 1993 | I liga pucharu Europy    | Bruksela            | 1. miejsce | 74,78 |
| 1994 | Mistrzostwa Europy       | Helsinki            | 5. miejsce | 77,62 |
| 1994 | Finał Grand Prix IAAF    | Paryż               | 6. miejsce | 76,24 |
| 1995 | Mistrzostwa świata       | Göteborg            | 3. miejsce | 80,98 |
| 1998 | I liga pucharu Europy    | Budapeszt           | 1. miejsce | 79,30 |
| 1998 | Mistrzostwa Europy       | Budapeszt           | 1. miejsce | 82,87 |
| 1998 | Finał Grand Prix IAAF    | Moskwa              | 1. miejsce | 81,21 |
| 1998 | Puchar świata            | Johannesburg        | 1. miejsce | 82,68 |
| 1999 | Mistrzostwa świata       | Sewilla             | 4. miejsce | 78,95 |
| 1999 | I liga pucharu Europy    | Ateny               | 1. miejsce | 79,61 |
| 2000 | Superliga pucharu Europy | Gateshead           | 4. miejsce | 76,80 |
| 2000 | Igrzyska olimpijskie     | Sydney              | 7. miejsce | 77,70 |
| 2000 | Finał Grand Prix IAAF    | Doha                | 6. miejsce | 77,82 |
| 2001 | Mistrzostwa świata       | Edmonton            | 8. miejsce | 79,34 |
| 2002 | Mistrzostwa Europy       | Monachium           | 6. miejsce | 79,25 |
| 2002 | Finał Grand Prix IAAF    | Paryż               | 4. miejsce | 79,11 |